# Clancy (nome)
Clancy  è un nome proprio di persona inglese e irlandese maschile.

## Origine e diffusione
È una forma anglicizzata del cognome irlandese Mac Fhlannchaidh, che vuol dire "figlio di Flannchadh"; poiché il nome Flannchadh significa "guerriero rosso", il significato di Clancy viene talvolta interpretato come "figlio del guerriero rosso".
È più comune in irlandese, essendo invece più raro in inglese.

## Onomastico
Questo nome non ha santo patrono, quindi è adespota. L'onomastico può essere festeggiato in occasione di Ognissanti, il 1º novembre.

## Persone
- Clancy Brown, attore e doppiatore statunitense
- Clancy Pendergast, allenatore di football americano statunitense

## Il nome nelle arti
- Clancy Bouvier e Clancy Winchester sono due personaggi della serie animata I Simpson.